# 切尔维卡蒂
切尔维卡蒂（義大利語：Cervicati），是意大利科森扎省的一个市镇。总面积12.09平方公里，人口943人，人口密度78.0人/平方公里（2009年）。ISTAT代码为078038。